# ليفي غرانت
ليفي غرانت (بالإنجليزية: Levi Grant)‏ هو شخصية أعمال وسياسي أمريكي، ولد في 25 أبريل 1810، وتوفي في 12 أبريل 1891. انتخب عضو مجلس ولاية ويسكونسن.